# Mandrake the Magician
Mandrake the Magician is een Amerikaanse stripreeks met in de hoofdrol het gelijknamige personage. De stripreeks werd in 1934 bedacht door Lee Falk en verschijnt voornamelijk als krantenstrip. Net als Falks andere stripserie, The Phantom, is Mandrake vandaag de dag nog steeds populair.

## Geschiedenis
Lee Falk was al sinds zijn jeugd geïnteresseerd in goochelaars. Bij het bedenken van Mandrake modelleerde hij het personage onder andere naar zichzelf. Mandrake is volgens velen eveneens gebaseerd op Leon Mandrake, een goochelaar die vooral bekendstond om zijn hoge hoed, puntige snor en cape. Leon Mandrake vertoont een grote overeenkomst met Mandrake. Sterker nog, Leon Mandrake was al 10 jaar een succesvol goochelaar toen Lee Mandrake bedacht en vandaag de dag beweren mensen dat er grote overeenkomsten zijn tussen hem en het strippersonage Mandrake.
Falk gaf het tekenwerk van de strip al snel door aan Phil Davis, maar bleef wel de verhalen bedenken. Davis werkte aan de strip tot aan zijn dood in 1964. Daarna nam Fred Fredericks het over. Sinds Lee Falks dood in 1999 bedenkt Fred de strip ook.

## Mandrake
Mandrake, het hoofdpersonage uit de strip, is een illusionist wiens werk was gebaseerd op een techniek om iemand razendsnel te hypnotiseren. Via deze hypnose kan hij zijn slachtoffers alles doen zien en geloven, waardoor Mandrake een echte tovenaar lijkt. Daarnaast beschikte Mandrake ook over gelimiteerde telepathische gaven. Hij kon telepathisch met iemand communiceren, en hun gedachten lezen.
Naast zijn werk als artiest vecht Mandrake in zijn vrije tijd tegen schurken en criminelen. Deze vijanden liepen uiteen van gewone boeven tot gestoorde wetenschappers en zelfs aliens.

## Andere personages

### Helpers
- Lothar: Mandrakes vriend en mede misdaadbevechter. Mandrake ontmoette Lothar tijdens zijn reizen in Afrika. Hij staat bekend als de sterkste man ter wereld. Daarnaast was Lothar vermoedelijk de eerste zwarte misdaadbevechter ooit in een strip. In het begin was Lothar niet veel meer dan Mandrakes dienaar wiens spieren zijn mentale toestand ver overtroffen. Maar toen Fred Fredericks het tekenwerk overnam werd Lothar gemoderniseerd.
- Narda: prinses van de Europese natie Cokaigne. Hoewel ze al in de tweede Mandrake strip verscheen en zij en Mandreke al lange tijd een relatie hadden, trouwden ze pas in 1997.
- Theron: Mandrakes vader en hoofdmeester van het College of Magic in de Himalaya. Theron is al honderden jaren oud, vermoedelijk door de energie van het “Mind Crystal” dat hij bewaakt.
- Hojo: Mandrakes huishouder. Hij werkt ook voor de internationale organisatie Inter-Intel.
- The Police Chief: echte naam Bradley. Hij is al verschillende malen door Mandrake geholpen. Hij richtte de "S.S.D." (Silly Stuff Dept.) op voor absurde zaken die alleen Mandrake kon oplossen.
- Magnon: Zonder twijfel Mandrakes sterkste vriend. Hij is de keizer van een miljoen planeten, maar desondanks had hij een paar maal Mandrakes hulp nodig.
- Lenore: Mandrakes jongere halfzus.
- Karma: Lothars vriendin.

### Vijanden
- The Cobra: Mandrakes ergste vijand, die al vanaf de allereerste Mandrake strip meedoet. In een verhaal uit 1937 leek hij te zijn verslagen, maar in 1965 dook hij weer op. De Cobra wil de twee Crystal Cubes die worden bewaakt door Mandrake en zijn vader Theron. De Cobra’s ware identiteit is Luciphor, Therons oudste zoon en derhalve Mandrakes oudere halfbroer.
- Derek: Mandrakes tweelingbroer. Hij is enkel geïnteresseerd in geld en gebruikt zijn talenten voor persoonlijke doelen. Hij heeft ook een zoon, Eric.
- The Clay Camel: echte naam Saki. Een meester in vermommen. Hij kan iedereen imiteren en zich binnen een paar seconden omkleden.
- The Brass Monkey: dochter van de Clay Camel met hetzelfde talent als haar vader.
- Aleena the Enchantress: een voormalige vriend van Mandrake die hij ontmoette op het College of Magic. Ze gebruikt haar krachten voor haar eigen doeleinden, waaronder pogingen om Mandrakes hart te veroveren.
- 8: een oude en machtige organisatie waarvan de geschiedenis teruggaat tot de middeleeuwen. Ze hebben acht hoofdkwartieren over de hele wereld, die in de loop der jaren door Mandrake zijn vernietigd.
- Ekardnam: (Mandrake achterstevoren gespeld) Mandrakes “kwaadaardige tweelingbroer” van achter de spiegel. Hij komt uit een wereld waar alles precies het tegenovergestelde is van deze wereld.

## Strips
Mandrake had een prominente rol in Magic Comics en “Big Little Books” in de jaren 30 en 40. Dell Comics publiceerde een Mandrake the Magician strip in hun Four Color stripserie met verschillende hoofdpersonages. Deze Mandrake strip bevatte originele verhalen van onbekende schrijvers.
In 1966-67 publiceerde King Comics 10 delen van een Mandrake the Magician striptijdschrift. De meeste verhalen hierin waren remakes van de krantenstrips. Mandrake verhalen verschenen ook als back-up in andere King titels.
De Italiaanse uitgever Fratelli Spada produceerde een groot aantal originele Mandrake-strips in de jaren 60 en 70. Een aantal hiervan werden zelfs in Amerika uitgegeven.
Marvel Comics bracht een Mandrake-mini-serie uit in 1995, geschreven door Mike W. Barr en getekend door Rob Ortaleza. Slechts twee van de geplande drie delen kwamen uit.
Mandrake was ook een succes in andere strips rond de wereld, zoals in Brazilië, Australië, Engeland, India, Frankrijk, Spanje, Duitsland, Noorwegen, Denemarken, Finland en Zweden.
Mandrake was/is erg populair in India, voornamelijk Zuid-India.

## Andere media

### Radio
Op de radio werd een Mandrake the Magician serie uitgezonden op Mutual Broadcasting System van 11 november 1940 t/m 6 februari 1942. Oorspronkelijk drie dagen per week, maar dit werd uitgebreid naar vijf in 1941. Raymond Edward Johnson deed de stem van Mandrake. De serie werd geregisseerd door Carlo De Angelo.

### Films en televisie
- In 1939 produceerde Columbia een twaalfdelige Mandrake the Magician serie gebaseerd op de King Features strip. De hoofdrollen werden gespeeld door Warren Hull als Mandrake en Al Kikume als Lothar. De serie is ook verkrijgbaar op DVD.
- NBC maakte in 1954 een pilotaflevering voor een Mandrake the Magician televisieserie, maar deze serie werd afgeblazen.
- Een niet officiële Mandrake-film werd gemaakt in Turkije in 1967, geregisseerd door Oksal Pekmezoglu en met Güven Erte in de rol van Mandrake.
- In de jaren 60 probeerde Federico Fellini, een goede vriend van Lee Falk, een Mandrake film te maken, maar het idee draaide op niets uit.
- Anthony Herrera had de titelrol in een televisiefilm getiteld Mandrake in 1979, met Ji-Tu Cumbuka als Lothar.
- De musical Mandrake the Magician and the Enchantress werd geproduceerd eind jaren 70, met muziek van George Quincy.
- Mandrake doet mee in de animatieserie Defenders of the Earth, waarin hij samenwerkt met Flash Gordon en The Phantom. Mandrakes stem werd gedaan door Peter Renaday.
- In de animatieserie "Phantom 2040" heeft Mandrake een cameo. Hij wordt gepresenteerd als een oude vriend van de Phantoms vader.
- Binnen twee weken nadat hij was aangenomen werd de Amerikaanse filmmaker Michael Almereyda ingehuurd door Embassy Pictures om een script te schrijven voor een Mandrake film. Maar toen hij klaar was waren de plannen al veranderd en ging het project niet door.[1]
- Momenteel hebben de Baldwin Entertainment Group en Hyde Park Entertainment de rechten voor een Mandrake film in handen. Mogelijke acteurs voor een eventuele film zijn o.a. Hugh Jackman, Leonardo DiCaprio, Colin Farrell en Johnny Depp. Als er een film komt, zal het een big budget productie zijn. Er is echter nog niets vermeld over een mogelijke uitkomstdatum.
- De Nederlands-Duitse Hardrock band Mandrake's Monster heeft zichzelf vernoemd naar de stripreeks.